# Communauté de communes Les Balcons du Rhône
La communauté de communes Les Balcons du Rhône était une communauté de communes française, située dans le département de l'Isère et la région Rhône-Alpes.
Le 1er janvier 2008, la communauté de communes a rejoint la Communauté de communes de l'Isle-Crémieu.

## Composition
La communauté de communes regroupait 5 communes :
| Nom                       | Code Insee | Gentilé          | Superficie (km2) | Population (dernière pop. légale) | Densité (hab./km2) |
| ------------------------- | ---------- | ---------------- | ---------------- | --------------------------------- | ------------------ |
| La Balme-les-Grottes      | 38026      | Balmolans        | 14,61            | 980 (2014)                        | 67                 |
| Hières-sur-Amby           | 38190      | Hiérois          | 8,73             | 1 237 (2014)                      | 142                |
| Parmilieu                 | 38295      | Parmiliolands    | 12,83            | 678 (2014)                        | 53                 |
| Saint-Baudille-de-la-Tour | 38365      | Saint-Baudillois | 21,76            | 789 (2014)                        | 36                 |
| Vernas                    | 38535      | Vernandiaux      | 5,87             | 253 (2014)                        | 43                 |